# Убершикур
Убершикур (фр. Auberchicourt) насеље је и општина у североисточној Француској у региону Север-Па д Кале, у департману Север која припада префектури Дуе.
По подацима из 2011. године у општини је живело 4512 становника, а густина насељености је износила 633,71 становника/km². Општина се простире на површини од 7,12 km². Налази се на средњој надморској висини од 50 метара (максималној 63 m, а минималној 21 m).

## Демографија
| 1962. | 1968. | 1975. | 1982. | 1990. | 1999. | 2011. |
| ----- | ----- | ----- | ----- | ----- | ----- | ----- |
| 5.085 | 5.369 | 5.292 | 4.826 | 4.733 | 4.556 | 4.512 |

График промене броја становника у току последњих година